# Club de Divulgació Literària
El Club de Divulgació Literària fou una empresa cultural, fundada per Maria Dolors Orriols a principis de la dècada de 1950, per a la promoció de la cultura catalana sota el règim franquista, que tenia per objecte la venda de llibres a crèdit o terminis, i l'edició de llibres.

## Fundació i trajectòria
En fou també impulsor i responsable Josep Planchart, secretari general del partit aleshores clandestí Estat Català. El 1959 Planchart traspassà l'empresa a Josep Fornas, que posteriorment fou el fundador d'Editorial Pòrtic, fent-se càrrec de l'empresa la seva esposa, Clara Prat.

## La revistaAplec
Havent obtingut de la censura l'autorització com si es tractés d'una col·lecció de llibres, el 1952 el Club publicà el primer exemplar de la revista Aplec, que fou l'únic en aparèixer, donat que el Govern Civil considerà que en realitat era una publicació periòdica en català (aleshores prohibides), i la segrestà, retirant els exemplars del número 1 que estaven en circulació.

## LesVetllades de Teatre Íntim
L'any 1954 organitzà unes Vetllades de Teatre Íntim, com a culminació d'una iniciativa que es remuntava a l'octubre de 1950, quan Rafael Tasis, Frederic Roda Pérez, Miquel Arimany, Josep Maria Lladó i Figueres, Segimon Rovira i altres signaren una crida per a organitzar un «Teatre Íntim, èmul de l'homònim d'Adrià Gual, com a estímul per a la renovació i la dignificació de l'escleròtica escena catalana del moment. Les funcions es programaren des de l'Orfeó Gracienc, sota la direcció d'Esteve Polls, i s'havien de limitar a estrenes o reposicions de textos catalans, ja que la censura prohibia o dificultava les traduccions d'obres estrangeres. Si bé la previsió era programar una vetllada un dissabte de cada mes, només es pogueren estrenar tres obres: El Casinet dels morts de Jaume Gras i Vila (sota el pseudònim de Feliu Aleu) (16 de gener de 1954, a l'Orfeó Gracienc), amb una molt jove Núria Espert entre el repartiment; L'amor deixa el camí ral, de Joan Oliver, conjuntament amb la represa de Civilitzats, tanmateix, de Carles Soldevila (8 d'abril de 1954, al teatre CAPSA), sota la direcció de Josep Centelles; i Solitud, adaptació de la novel·la de Víctor Català feta per Esteve Albert (8 de maig de 1954, al teatre CAPSA), a càrrec de l'Agrupació de Teatre Experimental, encapçalada per Ricard Salvat.